# 旗章学
旗章学（きしょうがく、英語：vexillology）とは、国、地域、民族、氏族などの象徴である旗や紋章といったシンボルを体系的に整理、研究する学問である。日本では、家紋、のぼり旗などが、独自の研究対象となるが、その組織的な研究は始まっていない。
国際学会として旗章学協会国際連盟（La Fédération internationale des associations vexillologiques, FIAV、1967年設立）、日本の国内学会として日本旗章学協会（2000年設立）がある。